# Diet Sayler

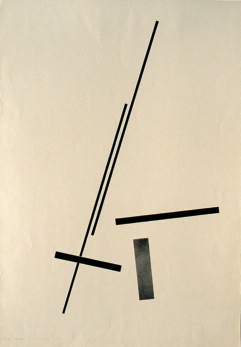
AK59 1969, olej na papíře, Museum of Modern Art, New York

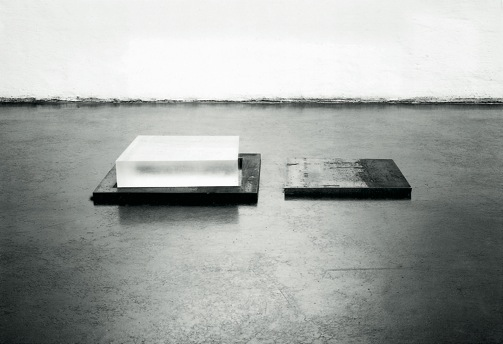
Bodenplastik 1982, akryl, sklo, kov, 96,4 x 48,2 x 10,2 cm

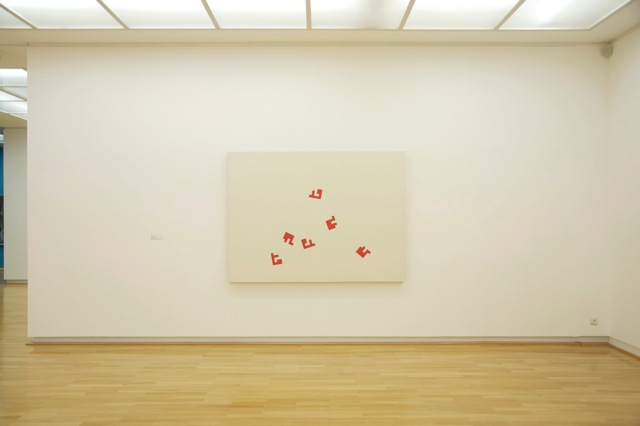
Wurfstück 1995, Kunstforum Ostdeutsche Galerie, Regensburg

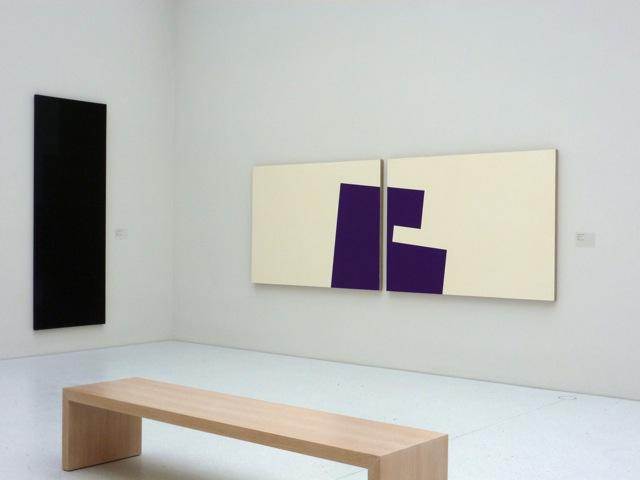
Malatesta 2002, Dyptichon, Neue Galerie Kassel

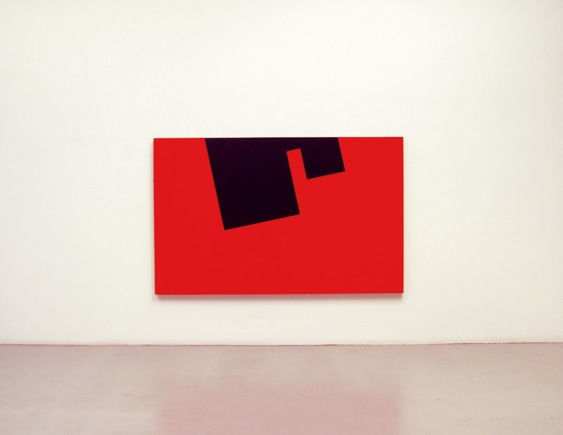
Duccio 2004, Museum Ritter, Waldenbuch

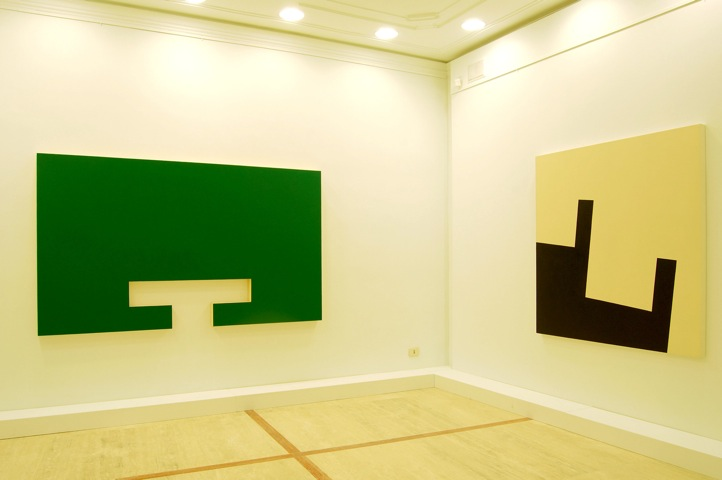
One Man Show, fortunaarte, Messina, 2008

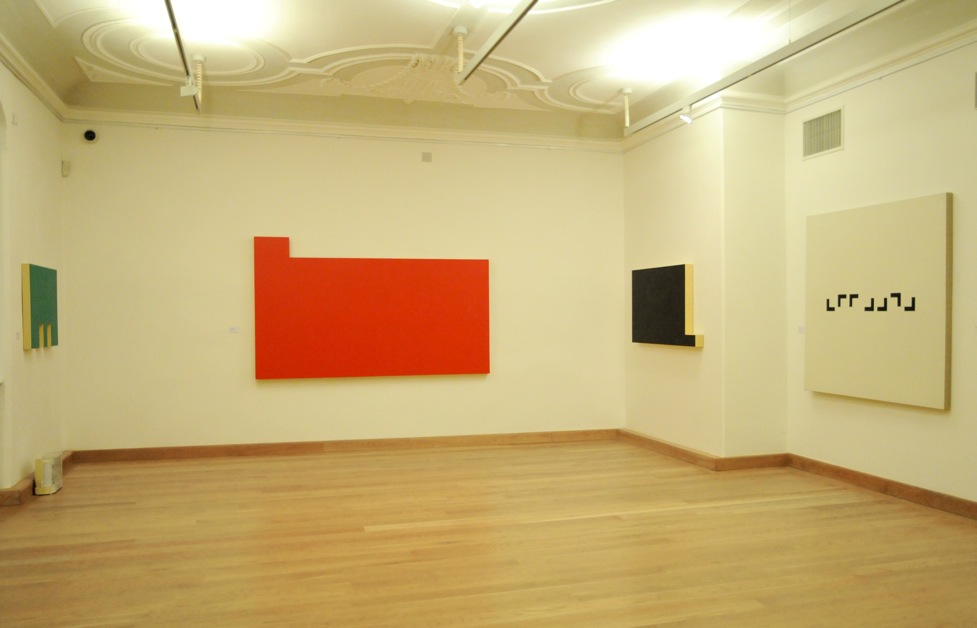
One Man Show, Kunstmuseum Bayreuth, 2009

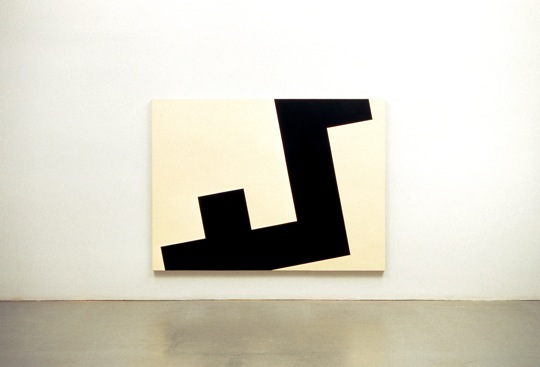
Teodosio 2002, akryl na plátně, Privatsammlung Nürnberg

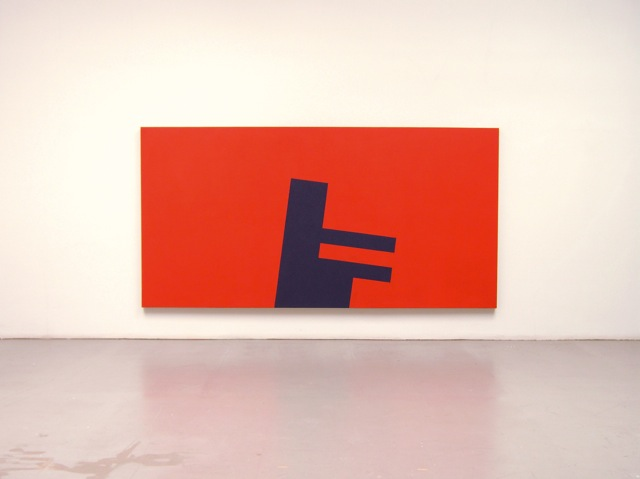
Gargano 2005, akryl na plátně, 147 x 287 cm

Diet Sayler (* 1939 Temešvár, Rumunsko) je německý malíř, objektový a konceptuální umělec.

## Vzdělání
Diet Sayler studoval v letech 1956–1961 na Vysoké škole technické v Temešváru pozemní stavebnictví a malířství u Julia Podlipného. Již začátkem 60. let se vypracoval od akademického stylu přes románské a gotické architektonické elementy k abstraktní malbě, která byla v socialistickém Rumunsku označována jako západní dekadence a nebyla na oficiálních výstavách připuštěna. Prosadit se mu podařilo až koncem šedesátých let.

## Raná tvorba
Na jedné z prvních výstav rumunské avantgardy v roce 1968 vystoupil s dalšími čtyřmi mladými výtvarníky (Ștefan Bertalan, Roman Cotoşman, Constantin Flondor, Zoltan Molnar) a ukázal v galerii Kalinderu v Bukurešti abstraktně-konstruktivní pozice. V letech 1969 až 1971 byla Saylerova díla vystavována hlavně v zahraničí, např. na mezinárodním festivalu v Edinburghu v The Richard Dermarco Gallery. Poté se situace v roce 1971 zhoršila a po několika rozhovorech se zahraničními novináři byla jeho díla v Rumunsku opět na indexu.

## Emigrace, mezinárodní výstavní aktivity
V roce 1973 emigroval Diet Sayler do Německa a usídlil se v Norimberku. 1975 se účastnil výstavy v Grand Palais, v Paříži. Následovaly samostatné výstavy v galerii Hermanns v Mnichově, v Galleria Lorenzelli v Miláně a v Galeria Edurne v Madridu. Jeho díla byla prezentována na výstavách jak v západní Evropě, tak i v Brazílii, Japonsku a v USA. Po roce 1990 začal Diet Sayler vystavovat i ve východní Evropě: v Muzeu Českého výtvarného umění v Praze, v Domě umění v Brně, ve Vasarely Muzeu v Budapešti a v Národním muzeu v Bukurešti nebo v Muzeu Ziemi Chełmskiej v Chełmu. V Norimberku vedl deset let (1980–1990) mezinárodně uznávanou výstavní řadu „konkrétního umění“. Těchto výstav se účastnilo přes sto mezinárodních umělců, mimo jiné: Dan Flavin, Ellsworth Kelly, Kenneth Martin, Vera Molnár, François Morellet, Aurélie Nemours, Mario Nigro, Leon Polk Smith, Jesús Rafael Soto a Jiří Kolář, Jan Kubíček, Zdeněk Sýkora, Rudolf Valenta, Jiří Valoch, Pavel Rudolf. V roce 1988 byl Sayler kurátorem německo-francouzské výstavy „Konstrukce a koncepce“ v Berlíně. Vedle výstav malířství, grafiky, objektů a fotografií, uspořádal Sayler řadu instalací, spojených s určitým místem, např. v galerii Grare v Paříži, v Palazzo Ducale v Janově, v East West galerii v New Yorku, v St. Peter Cambridge, v Gallery A v Londýně, v Elly Cathedral, v Universitní galerii v Plzni, v MUWA Graz, v Museo CAMeC La Spezia a.d.

## Výuka
Od roku 1992 do roku 2005 byl Diet Sayler profesorem na Akademii výtvarných umění v Norimberku. Roku 1995 byl hostujícím profesorem na Statens Kunstakademi v Oslu. V roce 2006 vedl Letní akademii v Plavně.

## Dílo
V mládí obdivoval Diet Sayler sochaře Constantina Brâncuşiho a malíře Kasimira Maleviče. Inspirovaly ho také suprematismus a ruské revoluční umění. Studoval teorie umělců skupiny De Stijl a Bauhausu. V pozdější tvorbě ovlivnil dadaismus některá jeho díla, při jejichž tvorbě použil princip náhody. Ke Konkrétnímu umění dospěl z opozice k politické realitě a socialistickému realismu. Na této cestě se ztratila barevnost Saylerovy rané tvorby a přešla ke kontrastům bílé a černé. Po kulturním šoku v emigraci se nachází na bílých plátnech jen tenké linie. Koncem 80. let vyvinul Diet Sayler systém základních elementů, které se staly podkladem jeho další tvorbu. V nich dále rozvinul své konkrétní umění, přičemž jejich barevnost, v níž převládají červená a zlatá, byla inspirována italskou renaissancí a i Goetheovou teorií barev.

## Výstavy, výběr od roku 2000
- 2020, Diet Sayler. Geometrie und Farbe. Galerie Klaus Braun, Stuttgart. Ewerdt Hilgemann & Diet Sayler in Dialog. Parts Project. Den Haag.Manfred Mohr - Diet Sayler. Galerie Linde Hollinger, Ladenburg.
- 2019 Diet Sayler. Der Zufall lügt nicht. Neues Museum. Staatliches Museum für Kunst und Design, Nürnberg. 24 Arguments. Early ncounters in Romanian Neo-Avant-Garde 1969–1971. The
- Nationalmuseum of Art, Bucharest.Platons Erben. Kunstmuseum, Bayreuth. La Brique. La Kunstahalle, Mulhouse. Gomringer – Linschinger – Sayler. Museum Modern Art, Hünfeld.
- 2018 Seeing History. 1947 – 2007. National Museum of Contemporary Art, Bucharest. Fuga. Vasarely Museum, Budapest. Diversitate stiistica cu raspundere limitata. The Recent Art Museum, Bucharest. Geneve
- Reloaded. Edition Multiple Art, Zürich.
- 2017 Znak – struktura – prostor života. Galerie umění, Karlovy Vary. Diet Sayler. Galerie Hoffmann, Friedberg. Small Size. Museo CAMeC. La Spezia. Rot kommt von Rot. Museum Ritter, Waldenbuch.
- 2016 [un]erwartet. Die Kunst des Zufalls. Kunstmuseum, Stuttgart. Logo. Museum für Konkrete Kunst, Ingolstadt. Rythme et Géométrie. Musee de Chateauroux.
- 2015 Diet Sayler – Parlando. Muzeum Chełm. [A] Symetrie. Galerie Zachęta Lublin. Randevous der Länder. Museum im Kulturspeicher, Würzburg. Roman Cotosman – Diet Sayler. 418 Gallery, Bucharest.
- 2014 Diet Sayler. Fugy. Galerie umění, Karlovy Vary. Dialogos geometricos. Edurne, Madrid. 10 Jahre Schoeller Stiftung. Leopold Hoesch Museum, Düren.
- 2013 Diet Sayler: Die Realität der Poesie. Neues Museum. Staatliches Museum für Kunst und Design, Nürnberg. Neue Galerie – neu gesehen. Neue Galerie, Kassel. Structure & Energie.The Need for Abstraction. 418 Gallery, Bucharest.
- 2012 Chance as Strategy. Vasarely Muzeum, Budapest. Ornamentale Strukturen. Kunstverein, Pforzheim.Künstler aus Rumänien im Ausland. Galerie Emilia Suciu, Ettlingen.
- 2011 Schöne Aussichten. Wiedereröffnung der Neuen Galerie. Neue Galerie, Kassel. Ornament – Seriality. Vasarely Museum, Budapest. De lineas, formas, medidas, color y materia. Galeria Edurne, Madrid.
- Diet Sayler: Norigramme. Muzeul de Arta, Timişoara. Ornamental Structures. Stadtgalerie, Saarbrücken.
- 2010 Diet Sayler: Fuga ligure. Museo CAMeC, La Spezia. Diet Sayler: Fuge. Museum der Wahrnehmung, Graz. Couleur & Geometrie. Actualité de l'art construit européen. Musées de Sens. Die Neue Galerie
- Auftritt im Schloss Neue Galerie, Kassel. Twentysix Gasoline Stations Ed Altri Libri D'Artista. Museo Regionale di Messina.
- 2009 Diet Sayler: Malerei lügt nicht. Kunstmuseum, Bayreuth. L'oblique. Musée du Chateau de Montbéliard. Diet Sayler: La Pittura non mente. Fortuna Arte, Messina. Reflections upon Drawing. BWA Lublin.
- Spazio Libro d’Artista. Palazzo Manganelli, Catania. Sehen ganz nah und sehr fern. Städtische Galerie, Erlangen.
- 2008 Diet Sayler. Galerie Ursula Huber, Basel. Diet Sayler. Galerie der Moderne, München. Diet Sayler. Retrospektive Städtische Galerie, Erlangen. Arhiva Demarco. Brukenthal National Museum, Sibiu.
- Dialog der Generationen. Forum konkrete Kunst, Erfurt. Intelligible Non-Violent. Art Atlas Sztuki, Lodž.
- 2007 till & Konsequent. Die Sammlung Uwe Obier, Kunstverein, Siegen.
- 2006 Bewegung im Quadrat. Museum Ritter, Waldenbuch. Kolekcja W centrum wydarzen. Zacheta, Lublin. Diet Sayler. Univerzitní galerie, Plzeň. Diet Sayler und Tatsushi Kawanabe. Kunstgalerie, Fürth.
- Diet Sayler. BWA Lublin. Motiva. Austria Center Vienna, Wien. Square. Eröffnungsausstellung Museum Ritter, Waldenbuch. Identidades. Galeria Edurne, Madrid.
- 2005 Stets Konkret. Die Hubertus Schoeller Stiftung. Leopold Hoesch Museum, Düren. Diet Sayler. Galerie Uwe Sacksofsky, Heidelberg.
- La boite en valise oder Die Neue Welt liegt mitten in Europa.
- Academy of Fine Arts, Prag / Akademie výtvarných umění, Praha. Gelb und Gold. Galerie Linde Hollinger, Ladenburg. experiment konkret. Museum für Konkrete Kunst, Ingolstadt.
- 2004 Europa konkret. Altana Galerie, Drážďany.
- 2003 Kunst zeigt, was man nicht sieht. Städtische Galerie, Erlangen. Diet Sayler. Galerie Linde Hollinger, Ladenburg. Diet Sayler. Galerie Kunst im Gang, Bamberg. Konkrete Kunst – Einheit und Vielfalt.
- Kunsthalle Villa Kobe, Halle.
- 2002 Segni e contesti. Studio B2, Genua. Diet Sayler., Nottingham Trent University.
- 2001 Diet Sayler: Geometria e tempo. Palazzo Ducale, Genua. Kunst für Kaliningrad-Königsberg. Kaliningrad State Art Gallery.
- 2000 Diet Sayler. České muzeum výtvarného umění, Praha. Diet Sayler. Retrospective Kettle's Yard, Cambridge.

## Ocenění
- 1988 – Camille-Graeser-Preis, Curych.
- 1994 – Jonel-Jianou-Award, Davis, California, USA.
- 2018 – Der Große Kulturpreis der Stadt Nürnberg (Velká kulturní cena města Norimberku).

## Zastoupení ve sbírkách
- Albertina, Vídeň
- Museum und Kunstgalerie Birmingham, Birmingham
- Museum of Modern Art, New York City
- Musée de Grenoble, Grenoble
- Kunstmuseum Bayreuth, Bayreuth
- Museum für Konkrete Kunst, Ingolstadt
- Neue Galerie (Kassel), Kassel
- Wilhelm-Hack-Museum, Ludwigshafen
- Neues Museum Nürnberg, Norimberk
- Kunstforum Ostdeutsche Galerie, Regensburg
- Museum Ritter, Waldenbuch
- Museum im Kulturspeicher, Würzburg
- Nationalmuseum Bukarest, Bukurešť
- Muzeul de Artă Timișoara, Timișoara
- Museu de Arte Moderna do Rio de Janeiro, Rio de Janeiro

## Publikace (výběr)
- Diet Sayler. For a Random Structuring of Space, Institutul Prezentului, Bucharest 2019.
- Platons Erben. Abstraktion – Konkretion – Konzeption. Kunstmuseum Bayreuth 2019.
- [un]erwartet. Die Kunst des Zufalls. Kunstmuseum Stuttgart 2016.
- Diet Sayler. Parlando. Museum Chełm 2015.
- Diet Sayler. FUGY – FUGEN. Galerie umění Karlovy Vary 2014.
- Wahr ist viel mehr. Museum der Wahrnemung Graz 2013.
- Meisterwerke. Neue Galerie Kassel 2011.
- Lucio Barbera, Saro Gulletta: Diet Sayler. galeria fortuna arte: Messina 2009.
- Diet Sayler. Sich ein Bild machen. Nürnberg 2007.
- Diet Sayler (Hg.): 10 Jahre Klasse Sayler. Akademie der Bildenden Künste in Nürnberg, 1993–2003. Nürnberg 2003.
- Diet Sayler. Monographie, Verlag für moderne Kunst Nürnberg 1999.
- Lida von Mengden: Diet Sayler. Monographie. Verlag für moderne Kunst, Nürnberg 1994.
- Diet Sayler: Vier Linien. Text von Dietmar Guderian. Mappenwerk. Friedberg 1983
- Diet Sayler: Fünf Linien. Text von Elisabeth Axmann. Mappenwerk. Friedberg 1983.
- Diet Sayler: Sieben Linien. Text von Heiner Stachelhaus. Mappenwerk. Friedberg 1983.
- Anca Arghir, Eugen Gomringer: Diet Sayler. Veränderung. Galerie Herrmanns, München 1979.
- Max Bense, Diet Sayler: Diet Sayler. Ausstellungskatalog Stuttgart 1978.
- Eugen Gomringer; Diet Sayler: fünf linien. fünf worte. Mappenwerk. Ingolstadt 1976.
- Jan Andrew Nilsen: „Staatsfeinde“ Dissident Verlag, Oslo 1988.